# Kovács István (költő)
Kovács István (Budapest, 1945. augusztus 19. –) Széchenyi- és József Attila-díjas költő, író, műfordító, történész, polonista. A Magyar Művészeti Akadémia Irodalmi Tagozatának tagja (2010).

## Életpályája

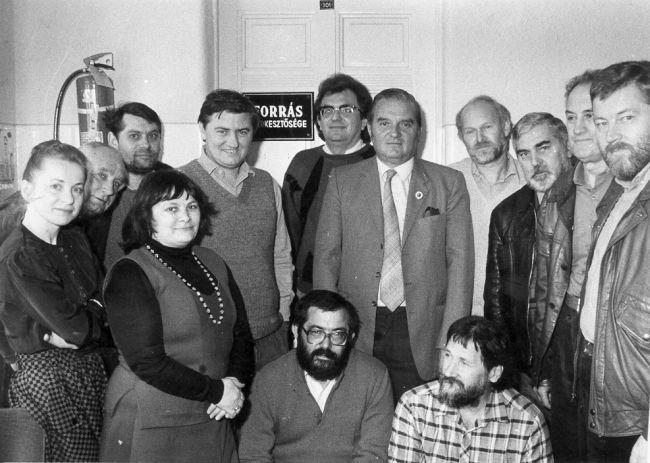
Kovács István a Forrás című folyóirat többi szerkesztőjével 1989-ben (jobbról a negyedik) Bahget Iskander felvétele

Felsőfokú tanulmányokat az Eötvös Loránd Tudományegyetem történelem-lengyel szakán folytatott, 1968-ban nyert történelem-lengyel szakos középiskolai tanári oklevelet. Az egyetemen kapcsolódott a Kilencek költői csoportosuláshoz, szerepelt antológiáikban (Elérhetetlen föld I. 1969; II. 1982.) 1971-1972-ben Illyés Gyula Herder ösztöndíjasaként a Bécsi Egyetem hallgatója. 1972 és 1981 között az MTA kelet-európai irodalmak kutatócsoportjában dolgozott. 1981 óta az ELTE Lengyel Tanszékén tudományos munkatárs, 1992-ben szerezte meg a történettudomány kandidátusa fokozatot. 1990 és 1994 közt a Magyarország varsói nagykövetségének kulturális tanácsosa, 1994-95-ben és 1999-2003-ban ő volt a krakkói főkonzul.
Kutatási területe a lengyel történelem és lengyel-magyar kapcsolatok. Jelentős műfordítói tevékenysége is, lefordította többek között Jarosław Iwaszkiewicz Vörös pajzsok, Edward Stachura Szekercelárma című regényét, Marian Brandys Napóleon és a lengyelek című könyvét, Józef Wysocki tábornok emlékiratait. 1989-ben A légió c. könyvében az 1848-49-i magyarországi lengyel légió történetét írta meg. Válogatott versei kötetben jelentek meg lengyel nyelven (Księżyc twojej nieobecności, 1991).

## Főbb művei
- Havon forgó ég (versek, 1973)
- Ördöglakat (versek, 1982)
- Így élt Bem József (1983)
- Véset (versek, 1985)
- Hamuban csillagló gyémánt (1988)
- A légió. A magyarországi lengyel légió története (1989)
- Robogás a nyárba. Írások a lengyel filmről (esszék, 1992)
- A tér töredékei (versek, 1995)
- "Mindvégig veletek voltunk" Lengyelek a magyar szabadság-harcban (1998)
- Világok töréspontján. Beszélgetések Ryszard Kapuścińskivel (1998)
- Bem apó (életrajz, 1999)
- Kézmozdulat a szürkületben (versek 2004)
- A gyermekkor tündöklete (regény, 2006)
- Csoda a Visztulánál és a Balti-tengernél. A XX. századi lengyel történelem sorsfordulói (2006)
- A barátság anatómiája. Írások a magyar-lengyel kapcsolatokról és a lengyel kultúráról, 1-2.; Széphalom Könyvműhely, Budapest, 2007–2009
- Az idő torkában (válogatott versek, 2007)
- A lengyel légió lexikona (2007)
- "Egy a lengyel a magyarral". A szabadságharc ismeretlen lengyel hősei (2008)
- A magyar kapcsolat (2010)
- Csoda a Visztulánál és a Balti-tengernél. Piłsudski... Katyń... Szolidaritás : a XX. századi lengyel történelem sorsfordulói; 2. bőv. kiad.; Magyar Napló, Budapest, 2012
- Generał Józef Bem bohater Polski i Węgier / István Kovács; lengyelre ford. Szelekovszky Márta, Keresztes Gáspár; Państwowe Muzeum Archeologiczne–Muzeum Kultury Kurpiowskiej, Warszawa–Ostrołęka, 2012
- "Egy a lengyel a magyarral". A szabadságharc ismeretlen lengyel hősei. Történelmi esszék; 2. jav., bőv. kiad.; Magyar Napló, Budapest, 2013
- Bem tábornok. Az örök remények hőse; Magyar Napló, Budapest, 2014
- Honvédek, hírszerzők, légionisták. A szabadságharc lengyel résztvevőinek életrajzi lexikona, 1848–1849; Urząd do Spraw Kombatantów i Osób Represjonowanych–Magyar Napló, Varsó–Budapest, 2015
- "Érdek és szeretet". Lengyel visszaemlékezések a szabadságharcra, 1848–1849; Magyar Napló, Budapest, 2016
- Kovács István–Mitrovits Miklós: Magyar emlékek Lengyelországban; fotó Gedai Csaba, Tóth Tibor fotóival; Antall József Tudásközpont, Budapest, 2017
- Shakespeare a Corvin közben. Versek; Magyar Napló, Budapest, 2018

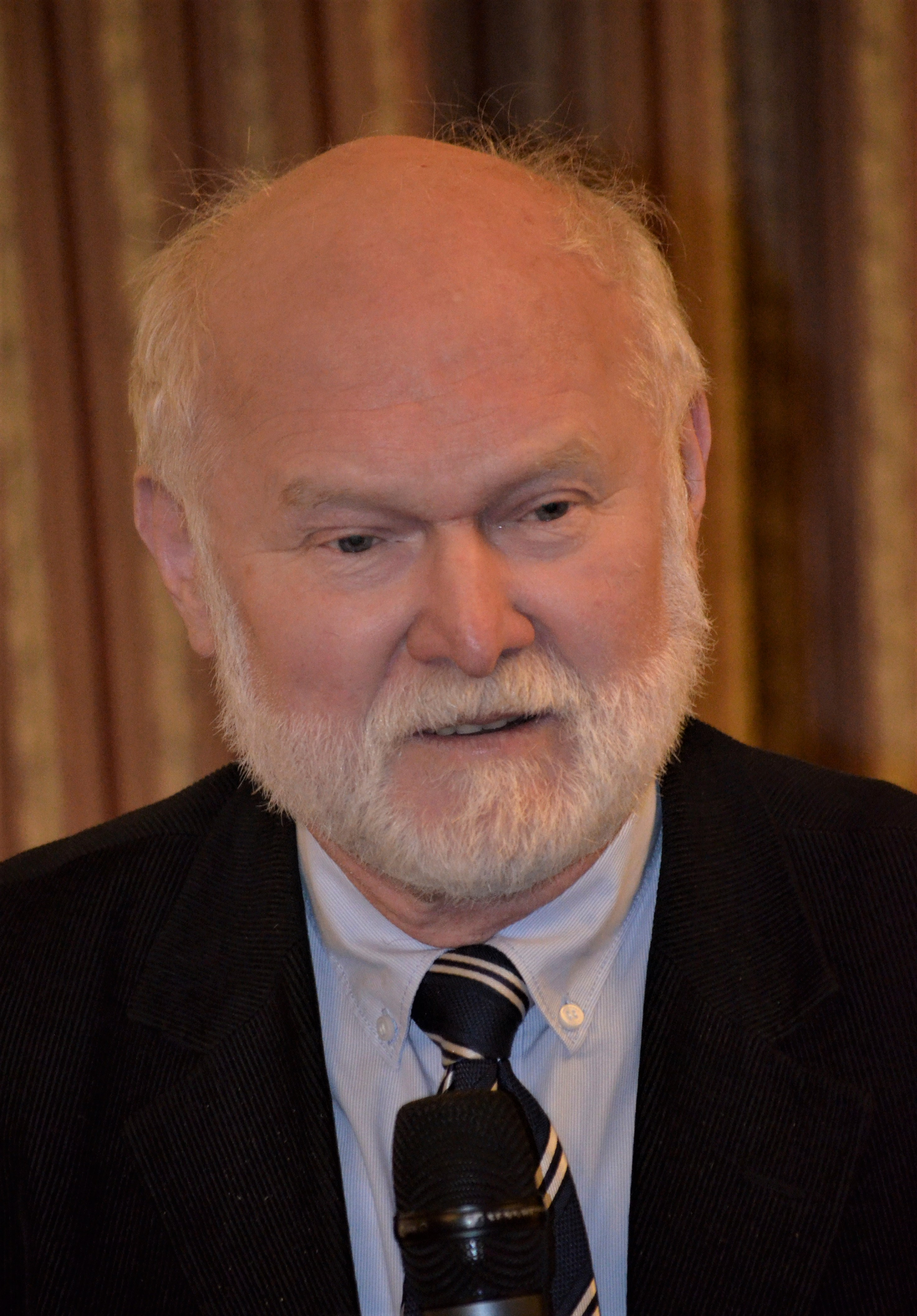
2014-ben a Jeles hetvenesek-esten, az Óbudai Társaskörben (Tóth Csilla Ilona fényképfelvétele)

## Díjak, elismerések (válogatás)
- Móricz Zsigmond-ösztöndíj (1979)
- József Attila-díj (1984)
- A lengyel Irodalmi Alap Fordítói nagydíja (1986)
- Kortárs-díj (1996)
- Déry Tibor-díj (1999)
- Krakkó díszpolgára (2003)
- Bethlen Gábor-díj (2009)[4]
- Magyar Köztársaság Babérkoszorúja díj (2011)
- A Magyar Érdemrend középkeresztje (2012)
- Széchenyi-díj (2019)
- Prima Primissima díj (2021)[5]